# 26.º distrito congresional de California
El 26.º distrito congresional es un distrito congresional que elige a un Representante para la Cámara de Representantes de los Estados Unidos por el estado de California.  Según la Oficina del Censo, en 2011 el distrito tenía una población de 692 256 habitantes. Actualmente el distrito está representado por la Demócrata Julia Brownley.

## Demografía
Según la Oficina del Censo de los Estados Unidos, en 2011 había 692 256 personas residiendo en el 26.º distrito congresional. De los 692 256 habitantes, el distrito estaba compuesto por 436 352 (63%) blancos; de esos, 410 161 (59.2%) eran blancos no latinos o hispanos. Además 30 559 (4.4%) eran afroamericanos o negros, 5 604 (0.8%) eran nativos de Alaska o amerindios, 132 151 (19.1%) eran asiáticos, 1 417 (0.2%) eran nativos de Hawái o isleños del Pacífico, 80 491 (11.6%) eran de otras razas y 31 873 (4.6%) pertenecían a dos o más razas. Del total de la población 208 279 (30.1%) eran hispanos o latinos de cualquier raza; 163 117 (23.6%) eran de ascendencia mexicana, 4 336 (0.6%) puertorriqueña y 3 075 (0.4%) cubana. Además del inglés, 3 320 (18.4%) personas mayor a cinco años de edad hablaban español perfectamente.
El número total de hogares en el distrito era de 230 353 y el 74.8% eran familias en la cual el 35.4 tenían menores de 18 años de edad viviendo con ellos. De todas las familias viviendo en el distrito, solamente el 57.5% eran matrimonios. Del total de hogares en el distrito, el 3.8 eran parejas que no estaban casadas, mientras que el 0.5% eran parejas del mismo sexo. El promedio de personas por hogar era de 2.94. 
En 2011 los ingresos medios por hogar en el distrito congresional eran de US$70 662, y los ingresos medios por familia eran de US$104 987. Los hogares que no formaban una familia tenían unos ingresos de US$63 284. El salario promedio de tiempo completo para los hombres era de US$60 274 frente a los US$46 579 para las mujeres. La renta per cápita para el distrito era de US$32 717. Alrededor del 6.6% de la población estaban por debajo del umbral de pobreza.